# やまぐちFM広場
やまぐちFM広場（ -エフエムひろば）は、NHK山口放送局がFMで山口県内向けに放送しているリクエスト番組である。

## 概要
2006年4月1日スタート。スタート当初は山口放送局の1階ロビーからの公開生放送（『とくもり情報ランチ』と同じ場所）であったが、現在は県内各地へ出向いて放送するスタイルに変わっている。
ゲストも登場する。2006年6月3日の放送では高見のっぽがゲスト出演した。

## 放送時間
- 山口県内のFM放送
月1回土曜日 14:00 - 16:00

備考
- 全国ネットの『サタデーホットリクエスト』は、この番組の放送時のみ16:00からの飛び乗り。
- 山口局から放送していた頃は、毎月第1・第3土曜の月2回放送だった。
- 2006年10月21日は、『やまぐちFM広場in萩』と題し、3時間の延長版となったため、サタリクは17:00飛び乗りとなった。これが、現在[いつ?]の放送の原型となっている。

## 出演
山口局のアナウンサー・契約キャスターが交替で担当。
過去
- 梶田温子
山口局地上デジタル放送推進大使も務めていた。現在[いつ?]は福岡局『ニュースなっとく福岡』リポーター。